# Café Pudding

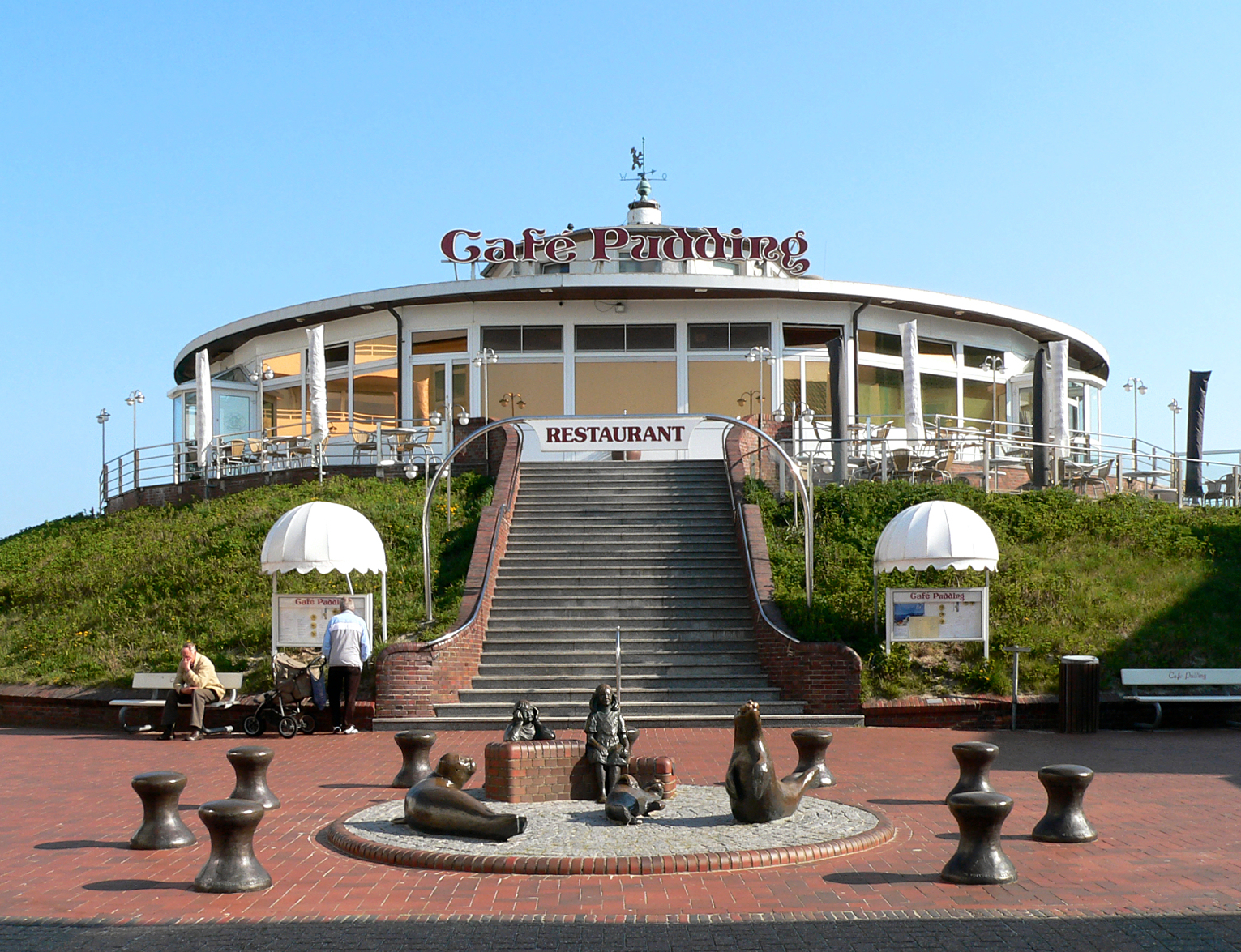
Das Café Pudding auf der runden Stranddüne, davor die Skulpturengruppe „Seehunde“ von Judith von Eßen (2006)

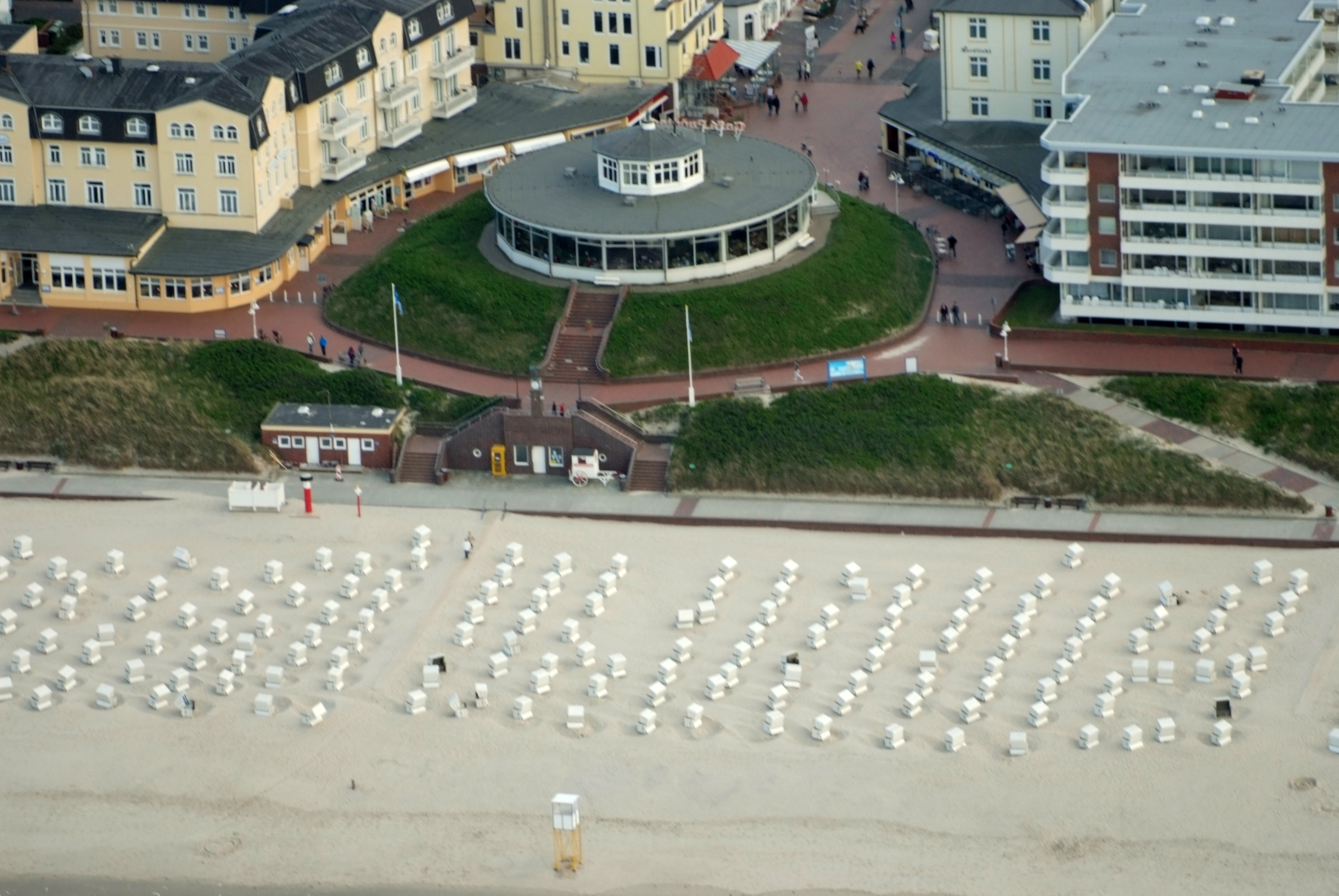
Luftbild vom Café Pudding in zentraler Lage zwischen Strand und Inseldorf (2012)

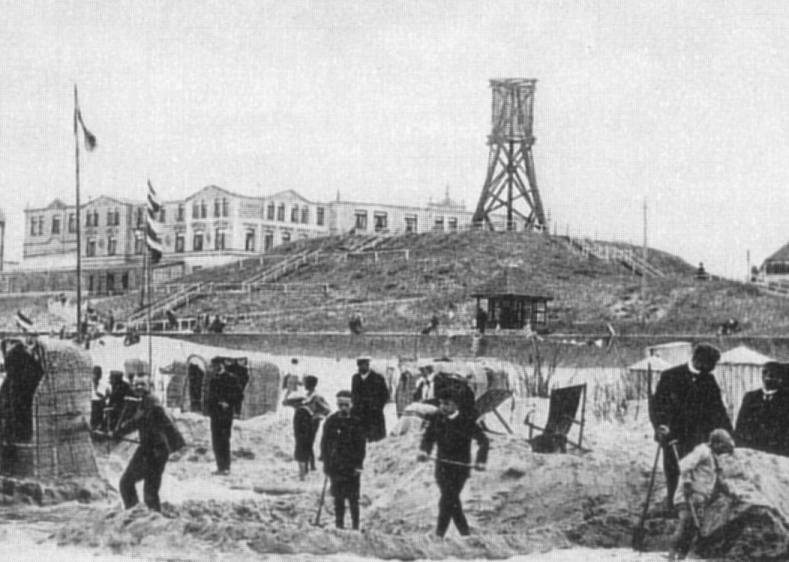
Die runde Stranddüne noch mit Bake, 1907

Das Café Pudding ist ein Café auf der ostfriesischen Insel Wangerooge in Niedersachsen, das 1949 eröffnet wurde. Es liegt in markanter Lage auf einer runden Düne am Ende der Zedeliusstraße als Hauptstraße des Inseldorfes und vor dem Hauptstrand der Insel. Wegen seiner Lage gilt  das Café als ein Wahrzeichen der Insel.

## Geschichte
Auf der Düne wurde 1855 eine Bake als Seezeichen für die Küstenschifffahrt errichtet. Zu Beginn des Ersten Weltkrieges wurde die Bake, vermutlich aus militärischen Gründen, abgebrochen. Schon damals war die Düne für die Insulaner und ihre Badegäste eine wichtige Anlaufmarke. Da sie bei Spaziergängen bis zum Ende der Hauptstraße umrundet werden konnte, bürgerte sich nach dem Sprichwort „Ich geh mal um den Pudding“ der Name Pudding ein. Die Düne entwickelte sich ab 1930 zu einem gepflasterten Aussichtspunkt mit steinerner Treppe, mit Bänken und einer Informationstafel.
Im Zweiten Weltkrieg wurde 1944 im Zuge der militärischen Befestigung Wangerooges auf der Düne ein Bunker mit einem Funkmessgerät errichtet. Nach dem Krieg pachtete ein Bäcker den Bunker und  demilitarisierte das Bauwerk auf Anweisung der kanadischen Besatzungsmacht. 1948 richtete er im Bunker einen Eis- und Kuchenkiosk ein und eröffnete 1949 darin ein Café. In den Jahren 1971 und 1972 erfolgte ein Umbau, bei dem die frühere Terrasse überdacht und das Gebäude um acht Meter vergrößert wurde. Das markante Gebäude ist kreisrund und vollverglast.